# 諾托拉河
諾托拉河是俄羅斯的河流，屬於阿爾丹河的左支流，由薩哈共和國負責管轄，河道全長308公里，流域面積約7,440平方公里，河水主要來自融雪和雨水。